# Bolitoglossa heiroreias
Bolitoglossa heiroreias är en groddjursart som beskrevs av Greenbaum 2004. Bolitoglossa heiroreias ingår i släktet Bolitoglossa och familjen lunglösa salamandrar. IUCN kategoriserar arten globalt som starkt hotad. Inga underarter finns listade.